# بخش لنسکی، استان آرخانگلسک
بخش لنسکی (به لاتین: Lensky District) یک منطقهٔ مسکونی در روسیه است که در استان آرخانگلسک واقع شده‌است.